# Ardenicaklostret
Ardenicaklostret (albanskaː Manastiri i Ardenicës) är ett albanskt-ortodoxt kloster beläget i en by med samma namn i Fier distrikt, tio kilometer från staden Fier i Albanien. Ardenica ligger på en höjd av 237 meter över havsnivån.

## Bilder

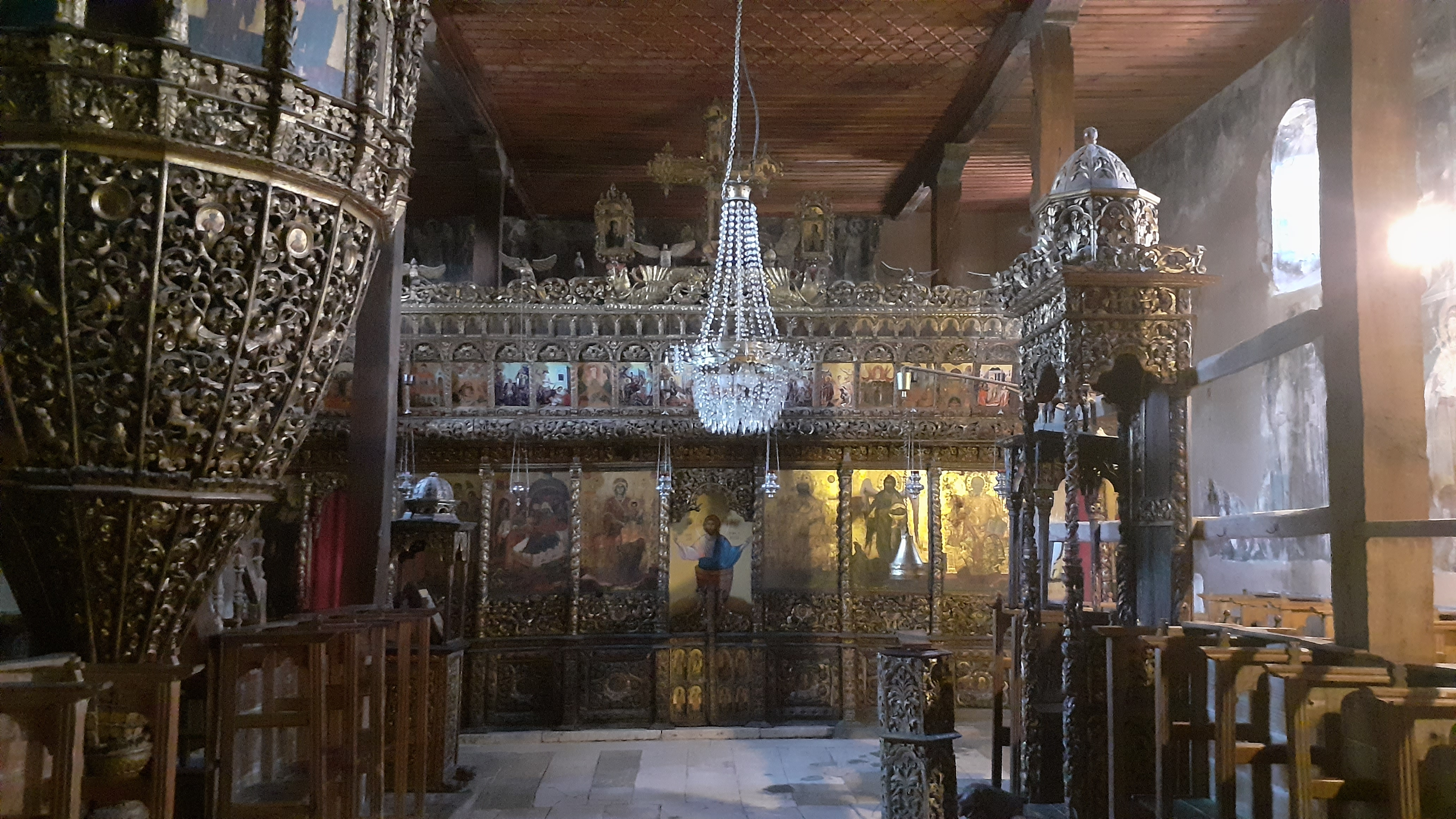
Klostrets interiör mot ikonostasen.
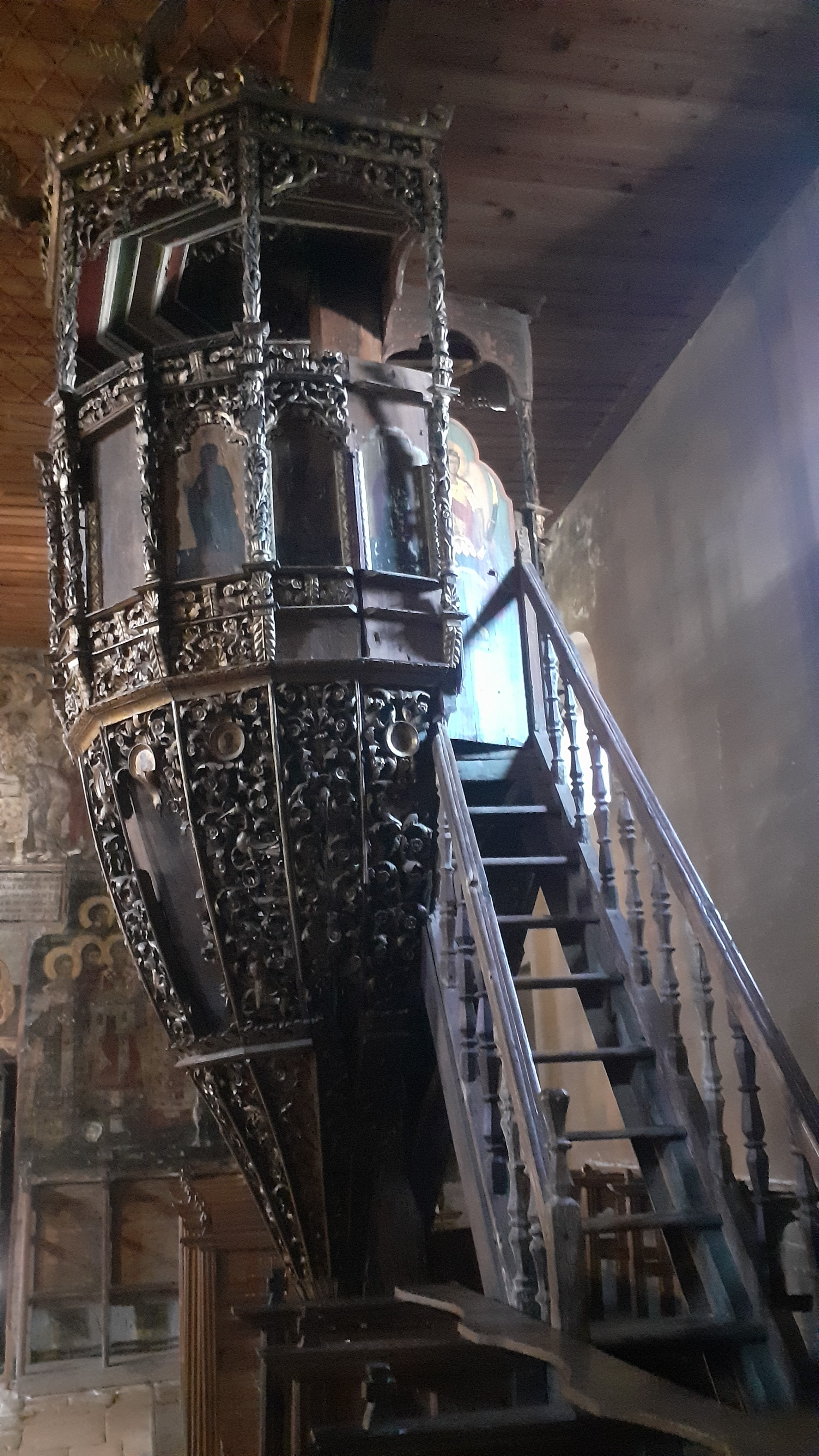
Predikstolen.
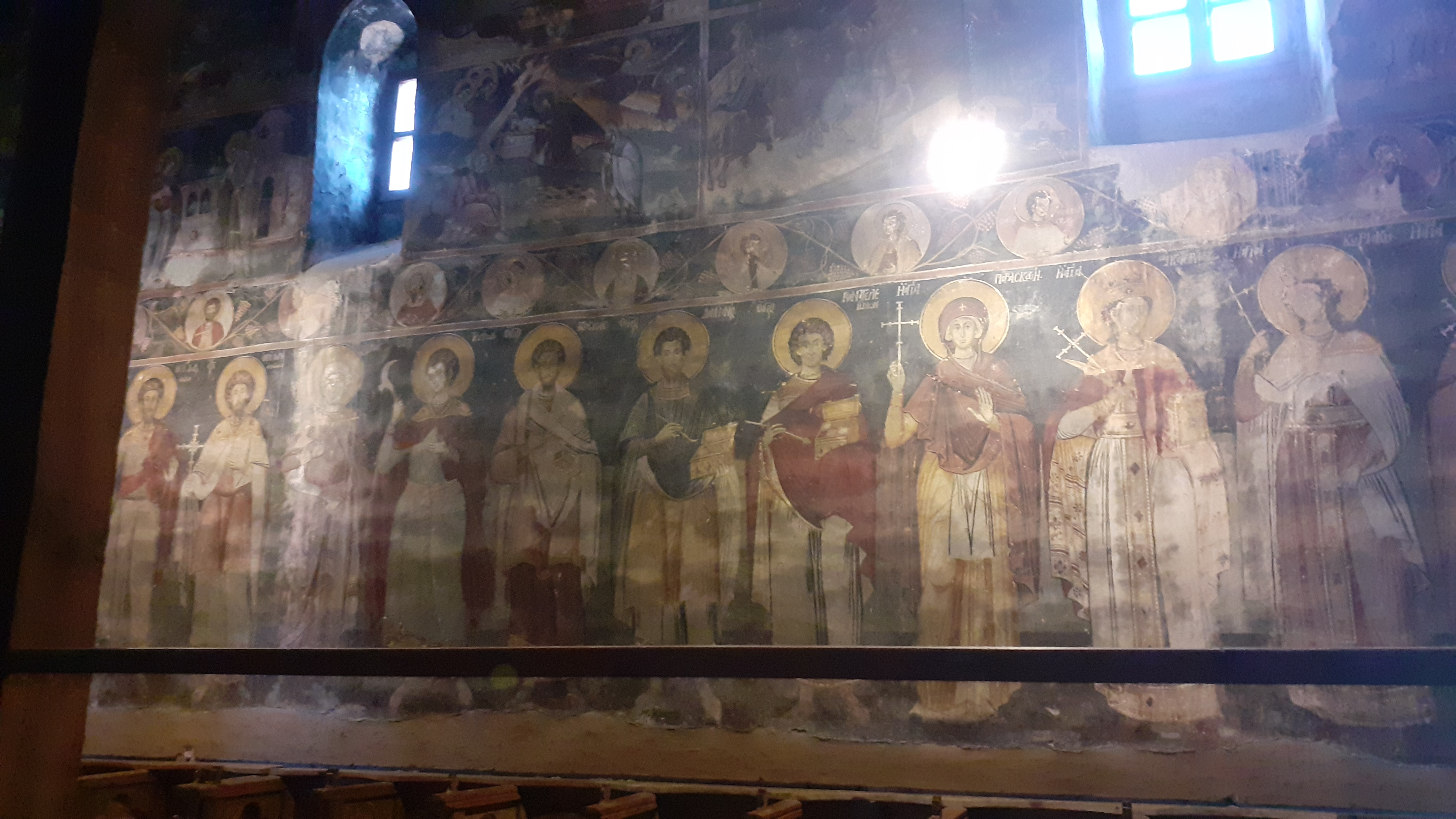
Fresker.

### Fotnoter
1. ↑  Elsie, Robert (2010) (på engelska). Historical Dictionary of Albania. European Historical Dictionaries (2nd ed.). Lanham, Maryland: Scarecrow Press. Libris 11846576. ISBN 978-0-8108-6188-6
2. ↑  Albania Investment, Trade Laws and Regulations Handbook: Strategic Information and Regulations : International Business Publications, USA. sid. 289.
3. ↑  Selam Meço, Shyqyri Aliaj, Ismail Turku (2000). Geology of Albania. sid. 165.
4. ↑  Invest in Albania - Business Agency & News (IIA). Monastery of Ardenica, a mix of culture, history, religion and tourism.